# 공군시험평가단
공군시험평가단(영어: Air Force Test & Evaluation Wing)은 경상남도 사천시 사천공항에 본부를 두고 있는 대한민국 공군본부 직할 군용기 운용 시험 및 평가 프로그램을 총괄하는 단(Wing)급 비전투 지상조직이다.

## 역사
방산 수출의 효율성을 높일 수 있도록 전담 조직의 설립이 요구됨에 따라 2023년 111월 1일, 충청남도 계룡시의 항공우주전투발전단 산하 시험인증처와 경상남도 사천시의 제52시험평가전대를 병합하여 공군시험평가단이 창설되었다.

## 산하 조직
- 단 본부
- 감항인증센터, 센터장 1명 일반임기제군무원[2]
- 제52시험비행전대

### 감항인증센터
2009년 8월 14일, 대한민국에서 만든 군용기인 KT-1, T-50, KMH 등의 회전익 및 고정익 항공기에 대한 감항인증을 맡은 기관인 감항인증센터가 개설되었다. 2010년에 터키로 수출할 KT-1T에 대한 감항인증을 첫 업무로 시작하며, 모든 군용기와 부품에 대한 검증 및 평가를 맡는다. 공식적으로 군용기의 감항인증을 맡게된 감항인증센터에 대응하는 민용기 감항인증기관은 국토해양부 산하 한국항공우주연구원에서 맡고 있다.

### 제52시험비행전대
1999년에 창설된 테스트 파일럿 비행전대.

## 인용
1. ↑  손지유 (2023년 11월 2일). “공군, K-방산 뒷받침할 공군 시험평가단 창설”. 2025년 3월 8일에 확인함.
2. ↑  “2025년 제1차 공군 일반임기제군무원 (정보체계관리과장/감항인증센터장)경력경쟁 채용”. 장병취업신문. 2025년 1월 14일. 2025년 3월 8일에 확인함.
3. ↑  박명권 (2009년 8월 16일). “‘군용항공기 감항 인증센터’ 개소”. 경남매일. 2024년 3월 8일에 확인함.
4. ↑  지성호 (2009년 8월 14일). “군용항공기 비행 안전인증센터 문 열어”. 연합뉴스. 2024년 3월 8일에 확인함.